# Olazagutía
Olazagutía w jęz. hiszpańskim, lub Olazti w jęz. baskijskim – miasto i gmina w prowincji Nawarra, w Hiszpanii. Znajduje się w strefie baskijskojęzycznej prowincji, gdzie baskijski jest językiem oficjalnym obok hiszpańskiego, w dolinie rzeki Burunda, około 53 km od Pampeluny.

## Demografia
| 1897 | 1900 | 1910 | 1920 | 1930 | 1940 | 1950 | 1960 | 1970 | 1981 | 1991 | 2001 | 2009 |
| ---- | ---- | ---- | ---- | ---- | ---- | ---- | ---- | ---- | ---- | ---- | ---- | ---- |
| 770  | 799  | 1020 | 1363 | 1747 | 1643 | 1678 | 2159 | 1994 | 2009 | 1713 | 1649 | 1737 |

## Gospodarka

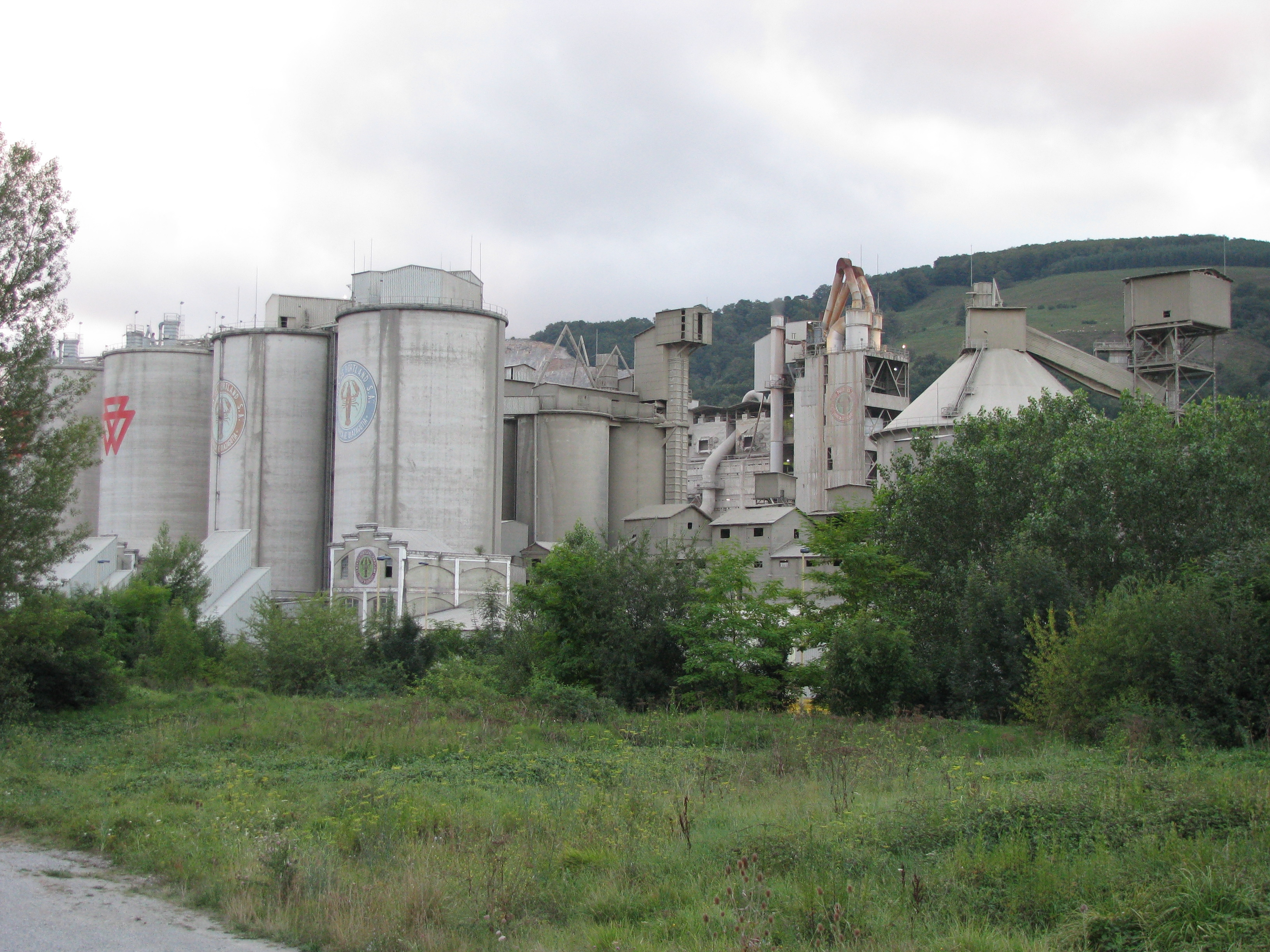
Fabryka cementu

W 1903 Sociedad de Cementos Portland S.A. otworzyło w Olazagutíi fabrykę cementu.